# Osieczna (Pommeren)
Osieczna is een dorp in het Poolse woiwodschap Pommeren, in het district Starogardzki. De plaats maakt deel uit van de gemeente Osieczna en telt 830 inwoners.